# 三河镇 (石柱县)
三河镇，是中华人民共和国重庆市石柱土家族自治县下辖的一个乡镇级行政单位。

## 行政区划
三河镇下辖以下地区：
蚕溪村、万寿寨村、白玉村、三店村、玉岭村、四方村、永和村、红明村、大河村、拱桥村、鸭庄村、大林村和川主村。